# Anaplectoides fales
Anaplectoides fales là một loài bướm đêm trong họ Noctuidae.